# Darío Sarmiento
Darío Ariel Sarmiento (* 29. März 2003 in Florencio Varela) ist ein argentinischer Fußballspieler, der als Flügelspieler bei Manchester City unter Vertrag steht und ist an Montevideo City Torque in Uruguay ausgeliehen.

## Karriere

### Verein
Sarmiento fing 2009 an, als Jugendspieler für Estudiantes de La Plata zu spielen. Sein Profidebüt in der A-Mannschaft in der Primera División gab er im Alter von sechzehn Jahren, nachdem ihn Trainer Gabriel Milito in der Saison 2019/20 in den Kader der ersten Mannschaft befördert hatte, bei einem 0:0-Unentschieden gegen Club Atlético Huracán. Er wurde damit zum zweitjüngsten Debütanten der Vereinsgeschichte.
Am 30. April 2021 gab Estudiantes bekannt, dass Sarmiento am 1. Juli zu Manchester City wechselt, für eine angegebene Ablösesumme von 5,2 Millionen Pfund. Im Juli 2021 wurde Sarmiento für ein Jahr an den FC Girona in die Segunda División verliehen.

### Nationalmannschaft
Er ist aktueller Jugendnationalspieler von Argentinien.